# Coptodactyla matthewsi
Coptodactyla matthewsi là một loài bọ cánh cứng trong họ Bọ hung (Scarabaeidae).